# Ercole Strozzi
Ercole Strozzi (Ferrara, 2 de setembre de 1473 - 6 de juny de 1508) fou un poeta i literat italià.
Era fill del poeta Tito Vespasiano Strozzi, confident de Lucrècia Borgia en la cort dels d'Este. Succeí al seu pare en el càrrec de jutge de la dotzena Savi, que també abandonà després d'uns mesos. Va escriure, com el seu pare, elegies i elegants sonets, per alguns és considerat millor que el seu pare. Els seus sonets foren inspirats per l'escola vernacle de Petrarca.
En la cort dels d'Este, fou un dels homes de confiança de Lucrècia Borgia quan aquesta es convertí en duquessa en casar-se amb Alfonso I d'Este. Patia una deformitat física, i caminava una mica coix. Va morir assassinat a punyalades en un carrer de Ferrara, creient-se que a instigació del duc Alfonso, el qual estava enamorat de Barbara Torelli, que s'havia de casar amb Ercole. Encara que, aquest fet fou un escàndol, mai s'aclarí.
Deixà tres fills naturals, Júlia, Romano i Cèsar. La noia (Júlia) va néixer després del seu matrimoni amb Barbara Torelli.

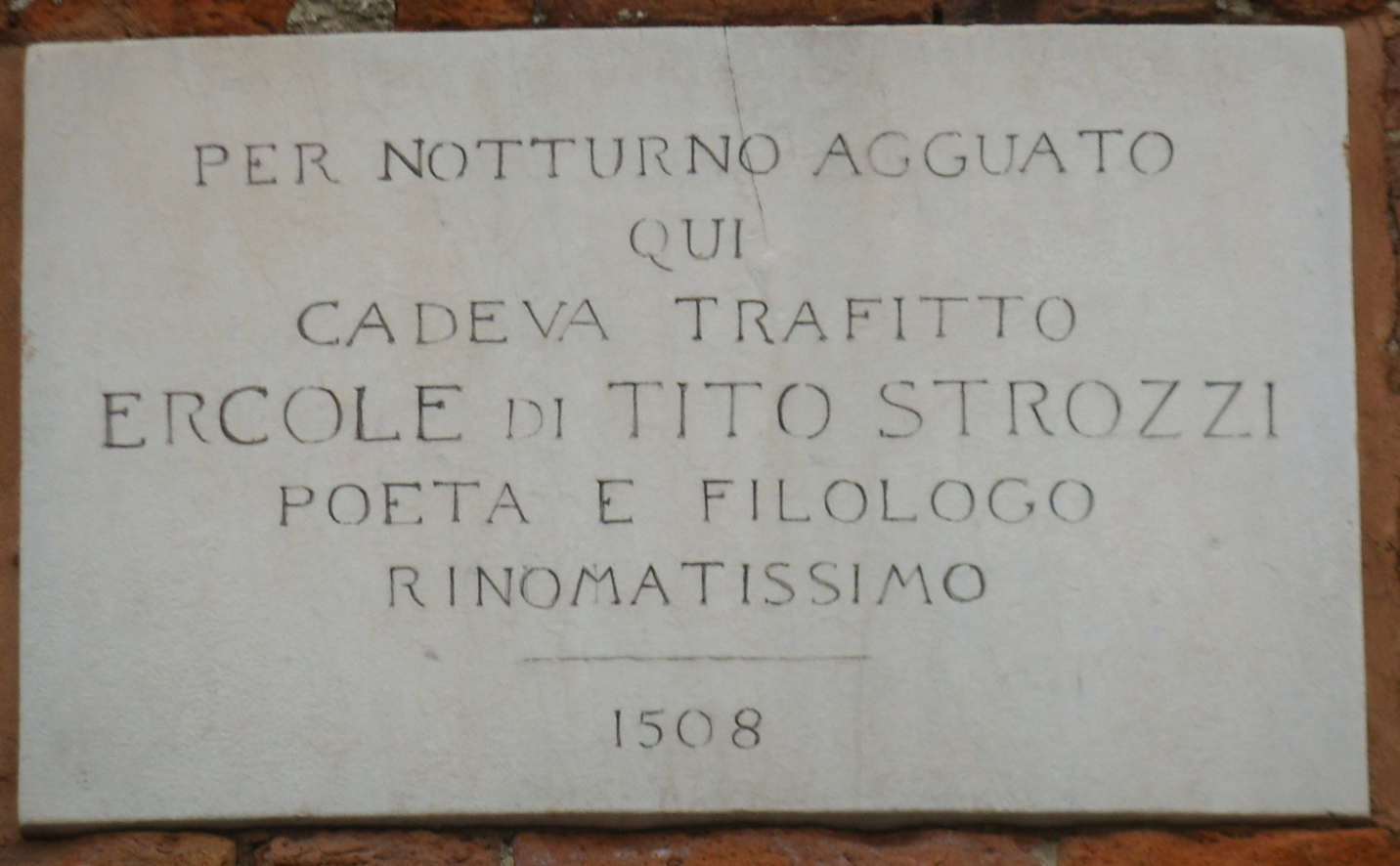
Lapida en el carrer de la ciutat de Ferrara on van assassinar Ercole Strozzi

Va escriure diverses poesies i el poema Parenetica in saxum Ferrara, 1499). Les elegies d'Hèrcules Strozzi foren publicades junt amb altres poemes del seu pare per Aldo Manuzio, un ex-alumne seu el 1513.